# Elena Linari
Elena Linari (Fiesole, 15 april 1994) is een voetbalspeelster uit Italië. Ze speelt als verdediger voor London City Lionesses in de Super League.

## Clubcarrière
Linari begon met voetballen bij Atletica Castello. Op veertienjarige leeftijd ging ze naar de voetbalacademie in Florence. Vervolgens kwam ze uit voor ACF Firenze voor vijf seizoenen. In het seizoen 2008/09 maakte ze op zestienjarige leeftijd haar debuut in de Serie A. In het seizoen 2012/13 won ze de Primavera titel met de club. In totaal kwam Linari tot 107 optredens voor ACF Firenze.
In de zomer van 2013 maakte ze de overstap naar Brescia. Met deze club werd ze meermaals kampioen van de Serie A. Ook maakte ze haar Champions League debuut bij Brescia op 9 oktober 2014. Ook won ze de Coppa Italia en tweemaal de Suppercopa in 2014 en 2015. In de zomer van 2016 keerde Linari terug naar Florence waar ze voor ACF Fiorentina ging spelen. Deze club was ze al van jongs af aan fan van.
Linari werd eenmaal landskampioen en won tweemaal de Coppa Italia in haar periode bij Fiorentina. Hierna werd ze de eerste Italiaanse voetbalspeelster die een contract tekende bij het Spaanse Atletico Madrid in de zomer van 2018. Tijdens haar twee jaar in Spanje werd Linari landskampioen van de Primera División en won ze de Spaanse beker. Na haar tijd in Spanje, stapte ze over naar het Franse Girondins de Bordeaux. Dit werd geen succesvolle tijd en na een halfjaar keerde ze terug naar Italië waar ze een contract tekende bij AS Roma. Hier werd ze transfervrij aangetrokken en tekende ze een contract tot medio 2021. Tijdens het eerste halfjaar van Linari bij AS Roma kreeg de club aanzienlijk minder tegendoelpunten dan daarvoor. Met AS Roma won Linari de eerste grote prijs in de clubgeschiedenis. Dit deed ze door op 30 mei 2021 AC Milan in de finale van de Coppa Italia te verslaan. Het was de vierde keer in haar carrière dat Linari de Coppa Italia wist te winnen.
Op 1 augustus verliet Linari opnieuw Italië en maakte ze de overstap naar het naar Engelse Super League gepromoveerde London City Lionesses.

## Statistieken
| Seizoen | Club                  | Land      | Competitie       | Wedstrijden | Doelpunten |
| ------- | --------------------- | --------- | ---------------- | ----------- | ---------- |
| 2010/11 | ACF Fiorentina        | Italië    | Serie A          | 14          | 0          |
| 2011/12 | ACF Fiorentina        | Italië    | Serie A          | 23          | 2          |
| 2012/13 | ACF Fiorentina        | Italië    | Serie A          | 28          | 2          |
| 2013/14 | Brescia               | Italië    | Serie A          | 29          | 2          |
| 2014/15 | Brescia               | Italië    | Serie A          | 22          | 0          |
| 2015/16 | Brescia               | Italië    | Serie A          | 19          | 1          |
| 2016/17 | ACF Fiorentina        | Italië    | Serie A          | 22          | 5          |
| 2017/18 | ACF Fiorentina        | Italië    | Serie A          | 22          | 8          |
| 2018/19 | Atletico Madrid       | Spanje    | Primera División | 16          | 1          |
| 2019/20 | Atletico Madrid       | Spanje    | Primera División | 17          | 0          |
| 2016/17 | Bordeaux              | Frankrijk | Division 1       | 3           | 0          |
| 2020/21 | AS Roma               | Italië    | Serie A          | 11          | 2          |
| 2021/22 | AS Roma               | Italië    | Serie A          | 19          | 1          |
| 2022/23 | AS Roma               | Italië    | Serie A          | 20          | 1          |
| 2023/24 | AS Roma               | Italië    | Serie A          | 22          | 7          |
| 2024/25 | AS Roma               | Italië    | Serie A          | 19          | 2          |
| 2025/26 | London City Lionesses | Engeland  | Super League     | 0           | 0          |
| Totaal  | Totaal                | Totaal    | Totaal           | 308         | 30         |

Laatste update: 1 augustus 2025

## Interlandcarrière
Linari maakte in 2013 haar debuut voor het Italiaans voetbalelftal. In mei 2019 werd ze opgenomen in de Italiaanse selectie voor op het WK 2019.
In 2022 was Linari ook onderdeel van de Italiaanse selectie op het EK 2022 in Engeland. Italië werd hier uitgeschakeld in de groepsfase. Linari was ook van de partij op het WK 2023 in Australië en Nieuw-Zeeland. Hier was de groepsfase opnieuw het eindstation voor Italië na een nederlaag tegen Zuid-Afrika.